# Malawi op de Olympische Zomerspelen 2024
Malawi nam deel aan de Olympische Zomerspelen 2024 in Parijs.

## Aantal Deelnemers
Hieronder volgt een overzicht van de atleten die zich kwalificeerden voor de Olympische Zomerspelen van 2024.
| Sport    | Mannen | Vrouwen | Totaal |
| -------- | ------ | ------- | ------ |
| Atletiek | 0      | 1       | 1      |
| Zwemmen  | 1      | 1       | 2      |
| Totaal   | 1      | 2       | 3      |

## Deelnemers en resultaten

### Atletiek

#### Loopnummers
Vrouwen
| atleet           | onderdeel | voorronde | voorronde | series | series | herkansingen | herkansingen | halve finale   | halve finale   | finale         | finale         |
| atleet           | onderdeel | tijd      | rang      | tijd   | rang   | tijd         | rang         | tijd           | rang           | tijd           | rang           |
| ---------------- | --------- | --------- | --------- | ------ | ------ | ------------ | ------------ | -------------- | -------------- | -------------- | -------------- |
| Asimenye Simwaka | 100 m     | 11,78     | 2 Q       | 11,91  | 8      | n.v.t.       | n.v.t.       | niet geplaatst | niet geplaatst | niet geplaatst | niet geplaatst |

### Zwemmen
Malawi kreeg van de FINA twee plaatsen op het universaliteitsquotum (één voor mannen en één voor vrouwen).
Mannen
| Atleet       | Onderdeel       | Series | Series | Halve finale   | Halve finale   | Finale         | Finale         |
| Atleet       | Onderdeel       | Tijd   | Rang   | Tijd           | Rang           | Tijd           | Rang           |
| ------------ | --------------- | ------ | ------ | -------------- | -------------- | -------------- | -------------- |
| Filipe Gomes | 50 m vrije slag | 24,11  | 49     | Niet geplaatst | Niet geplaatst | Niet geplaatst | Niet geplaatst |

Vrouwen
| atlete                 | onderdeel       | series | series | halve finale   | halve finale   | finale         | finale         |
| atlete                 | onderdeel       | tijd   | rang   | tijd           | rang           | tijd           | rang           |
| ---------------------- | --------------- | ------ | ------ | -------------- | -------------- | -------------- | -------------- |
| Tayamika Chang'anamuno | 50 m vrije slag | 29,32  | 55     | niet geplaatst | niet geplaatst | niet geplaatst | niet geplaatst |